# Evento Centauro
Un evento Centauro è un tipo anomalo di evento osservato nei rilevatori di raggi cosmici fin dal 1972. Sono chiamati così a causa della loro forma che ricorda quella di un Centauro.
Nel 1972 un rilevatore di raggi cosmici situato sul monte Chacaltaya nelle Ande boliviane ha registrato una cascata stranamente ricca di particelle cariche fatte di quark. La maggior parte di queste particelle sono state rilevate dalla parte inferiore dell'apparecchiatura piuttosto che dalla parte superiore. Il nome "Centauro" di questa cascata deriva dalla somiglianza col personaggio mezzo uomo e mezzo cavallo della mitologia greca.
Da allora i rilevatori delle Ande boliviane e delle montagne del Tagikistan hanno mostrato più di 40 eventi Centauro. Sono state fornite molte interpretazioni di questo fatto. Una spiegazione possibile è che l'interazione forte tra particelle assume un comportamento atipico quando sono estremamente energetiche.
Un'altra spiegazione è l'esplosione di un buco nero. Gli scienziati hanno calcolato come sarebbe il segnale registrato da un rilevatore se un raggio cosmico creasse un mini buco nero che esplode nelle vicinanze. I risultati sono in accordo con gli eventi Centauro osservati.
In alcune versioni della teoria delle stringhe i raggi cosmici ad alta energia possono creare buchi neri quando si scontrano con molecole dell'atmosfera terrestre. Questi buchi neri sono piccolissimi, con una massa intorno ai 10 microgrammi. Sono anche abbastanza instabili da esplodere in una cascata di particelle nell'arco di un miliardesimo di miliardesimo di miliardesimo di secondo (10−27 secondi).
Theodore Tomaras, fisico dell'Università di Creta ad Eraclion, ed i suoi collaboratori russi hanno ipotizzato che questi mini buchi neri possano spiegare gli eventi centauro.
Il team di Tomaras spera che le simulazioni al computer di mini buchi neri che esplodono, coadiuvate da ulteriori osservazioni, possano risolvere il problema.
Se essi avranno successo confermeranno le dimensioni nascoste nel nostro universo.
Se così fosse, gli acceleratori di particelle più potenti saranno presto in grado di fabbricare buchi neri e il Large Hadron Collider nel momento della sua massima operatività avrà così tanta energia da creare migliaia di mini buchi neri ogni giorno.